# Carl Ludwig Koch
Carl Ludwig Koch (22. září 1778 Kusel – 23. srpna 1857 Norimberk) byl německý lesník a zoolog. Odborně se zabýval především entomologií a arachnologií.

## Životopis
Koch v letech 1813–1826 pracoval nejprve jako nadlesník v Burglengenfeldu a později jako okresní lesní rada v Řezně. Tam napsal svou knihu System der baierischen Zoologie, která se zabývá savci, ptáky, hmyzem, pavoukovci a půdními živočichy.
Jako první popsal mnoho druhů pavouků, například některé druhy z čeledi sklípkanovitých (Theraphosidae) a četné středoevropské pavouky z podřádu dvouplicních. Tyto druhy jsou uváděny s dodatkem „C. L. Koch“, ale také pouze „Koch“. Spolu s Georgem Carlem Berendtem Koch popsal také četné vyhynulé živočichy, jejichž pozůstatky se zachovaly v baltském jantaru.
Jeho syn Ludwig Carl Christian Koch (1825–1908) se také stal arachnologem a popsal mnohé evropské i mimoevropské druhy pavouků, jež nesou dodatek „L. Koch“.
Proslavili se i jeho bratři; jeho dvojče Ludwig Christian von Koch se stal botanikem a lékařem, starší bratr Wilhelm Daniel Joseph Koch byl právníkem.